# Mistrzostwa Polski w Tenisie Stołowym 1981
Mistrzostwa Polski w Tenisie Stołowym 1981 – 49. edycja mistrzostw, która odbyła się w 1981 roku w Zawierciu.

## Medaliści
| Konkurencja             | Złoty                                                                      | Srebrny                                                                           | Brązowy                                                                     |
| Gra pojedyncza mężczyzn | Andrzej Grubba (AZS Gdańsk)                                                | Leszek Kucharski (AZS Gdańsk)                                                     | Jan Ozimek (Włókniarz Łódź)                                                 |
| Gra pojedyncza kobiet   | Weronika Stelmach (GKS Jastrzębie-Zdrój)                                   | Ewa Poźniak (Siarka Tarnobrzeg)                                                   | Małgorzata Urbańska-Turalska (Włókniarz Łódź)                               |
| Gra podwójna mężczyzn   | Leszek Kucharski (AZS Gdańsk) Andrzej Grubba (AZS Gdańsk)                  | Tadeusz Klimkowski (AZS Gdańsk) Piotr Molenda (AZS Gliwice)                       | Krzysztof Piechaczek (Górnik Czerwionka) Roman Sitek (GKS Jastrzębie-Zdrój) |
| Gra podwójna kobiet     | Ewa Poźniak (Siarka Tarnobrzeg) Weronika Stelmach (GKS Jastrzębie-Zdrój)   | Jolanta Szatko (Banda Kraków) Małgorzata Urbańska-Turalska (Włókniarz Łódź)       | Danuta Mania-Grabizna (Odra Wrocław) Jadwiga Krasoń (Siarka Tarnobrzeg)     |
| Gra mieszana            | Stefan Dryszel (AZS Gliwice) Małgorzata Urbańska-Turalska (Włókniarz Łódź) | Krzysztof Piechaczek (Górnik Czerwionka) Weronika Stelmach (GKS Jastrzębie-Zdrój) | Leszek Kucharski (AZS Gdańsk) Jolanta Szatko (Banda Kraków)                 |